# Rajd Barum 2017
Rajd Barum 2017 (47. Barum Rally Zlín) – 47 edycja Rajdu Barum rozgrywanego w Czechach. Rozgrywany był od 25 do 27 sierpnia 2017 roku. Była to szósta runda Rajdowych Mistrzostw Europy w roku 2017. Składał się z 15 odcinków specjalnych.

## Wyniki rajdu[1]
| Miejsce | Kierowca             | Pilot              | Samochód       | Czas      | Strata  |
| ------- | -------------------- | ------------------ | -------------- | --------- | ------- |
| 1       | Jan Kopecký          | Pavel Dresler      | Škoda Fabia R5 | 1:56:15.2 | –       |
| 2       | Aleksiej Łukjaniuk   | Aleksiej Arnautow  | Ford Fiesta R5 | 1:57:10.7 | +55.5   |
| 3       | Roman Kresta         | Petr Starý         | Škoda Fabia R5 | 1:57:38.0 | +1:22.8 |
| 4       | Tomáš Kostka         | Ladislav Kučera    | Škoda Fabia R5 | 1:57:41.0 | +1:25.8 |
| 5       | Kajetan Kajetanowicz | Jarosław Baran     | Ford Fiesta R5 | 1:58:21.6 | +2:06.4 |
| 6       | Marijan Griebel      | Stefan Kopczyk     | Škoda Fabia R5 | 1:58:23.5 | +2:08.3 |
| 7       | Martin Koči          | Filip Schovánek    | Škoda Fabia R5 | 1:58:46.6 | +2:31.4 |
| 8       | Pavel Valoušek       | Veronika Havelková | Škoda Fabia R5 | 1:59:06.8 | +2:51.6 |
| 9       | Bruno Magalhães      | Hugo Magalhães     | Škoda Fabia R5 | 1:59:39.7 | +3:24.5 |
| 10      | Bryan Bouffier       | Xavier Panseri     | Ford Fiesta R5 | 1:59:46.0 | +3:30.8 |